# Лопадя-Веке
Лопадя-Веке (рум. Lopadea Veche) — село у повіті Алба в Румунії. Входить до складу комуни Міреслеу.
Село розташоване на відстані 287 км на північний захід від Бухареста, 34 км на північ від Алба-Юлії, 44 км на південь від Клуж-Напоки.

## Населення
За даними перепису населення 2002 року у селі проживали 340 осіб, з них 336 осіб (98,8%) румунів. Рідною мовою 336 осіб (98,8%) назвали румунську.